# Safe (1995)
Safe ou SAFE é um filme de drama estadunidense de 1995, escrito e dirigido por Todd Haynes e produzido por Christine Vachon, com base numa história real.

## Enredo
Em 1987, no Vale de San Fernando, Califórnia, Carol White (Juliane Moore), uma dona de casa de classe média alta, leva uma vida aparentemente tranquila, numa bela casa no Sul da Califórnia ao lado do marido. Tudo se transforma quando ela se descobre subitamente alérgica a aparelhos de limpeza e artigos de uso diário. A busca pela cura da chamada doença ambiental a obrigará a procurar tratamentos não convencionais e equilíbrio espiritual.

## Elenco
- Julianne Moore .... Carol White
- Peter Friedman .... Peter Dunning
- Xander Berkeley .... Greg White
- April Grace .... Susan
- Lorna Scott .... Marilyn
- Jodie Markell .... Anita
- James LeGros .... Chris
- Dean Norris .... Mover

## Prêmios
- 1996 Independent Spirit Awards – Melhor Diretor (Todd Haynes), Melhor Funcionalidade, Melhor Atriz de Chumbo (Julianne Moore) e Melhor Argumento (Todd Haynes).
- 1996 Rotterdam International Film Festival – Prêmio de Menção Especial FIPRESCI - Todd Haynes
- 1995 Boston Society of Film Critics Awards – Melhor Fotografia - Alex Nepomniaschy
- 1995 Seattle International Film Festival – Atribuição Independente Americano - Todd Haynes